# Lucien Olivier

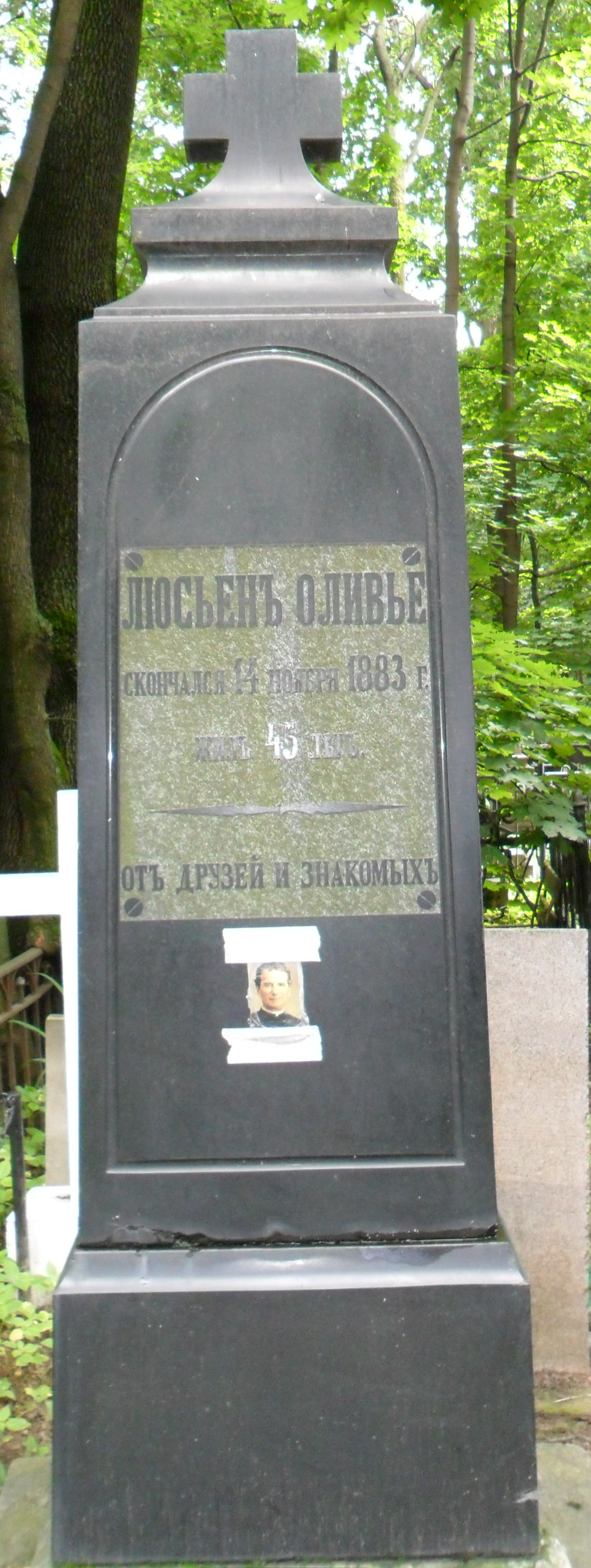
Tumba de Olivier en Moscú

Lucien Olivier (en ruso: Люсьен Оливье) (1838–14 de noviembre de 1883) fue un chef ruso de ascendencia belga y francesa  y propietario del restaurante Hermitage en el centro de Moscú, Imperio Ruso, a principios de la década de 1860. Nació en Moscú. Olivier es conocido por la creación de la ensalada Olivier, también conocida como «ensalada rusa». El secreto de la receta no se reveló hasta su muerte. Lucien Olivier murió en Yalta de una enfermedad cardíaca a los 45 años en 1883 y fue enterrado en el cementerio Vvedénskoye. La localización de su tumba estuvo perdida hasta 2008. La ensalada actual tiene numerosas variaciones que son una mezcla de todos los componentes que Olivier solía agregar a su famoso plato, así como ingredientes que él mismo no usaba, con un aderezo de mayonesa.